# Strangalia monzoni
Strangalia monzoni là một loài bọ cánh cứng trong họ Cerambycidae.